# آلبرت صافاریان

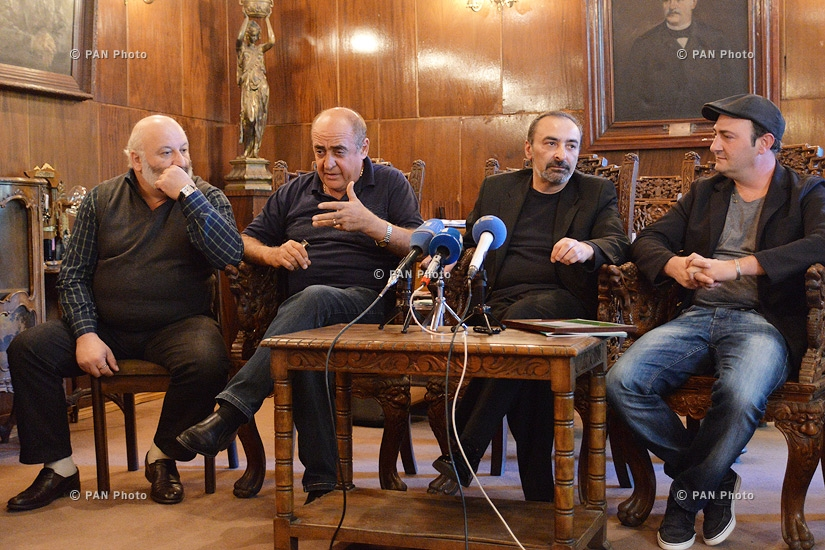

آلبرت آنوشاوانی صافاریان (ارمنی: Ալբերտ Անուշավանի Սաֆարյան؛ زادهٔ ۱ اوت ۱۹۶۳) بازیگر اهل ارمنستان است. وی از سال ۱۹۹۱ میلادی تاکنون مشغول فعالیت بوده‌است.

## زندگی‌نامه
وی در ۱ اوت ۱۹۶۳ در تفلیس به دنیا آمد . وی همچنین برندهٔ جوایزی همچون هنرمند شایسته جمهوری ارمنستان شده‌است.

## گزیده فیلم‌شناسی
از فیلم‌ها یا برنامه‌های تلویزیونی که وی در آن نقش داشته‌است می‌توان به وروگایت، اشاره کرد.